# Święty Ninian
Święty Ninian, Nynias, Nynianus (ur. ok. 360, zm. ok. 432) – święty katolicki, Apostoł Szkocji.
Pochodzący z Brytanii i wykształcony, jak pisał Beda Czcigodny w Rzymie, według formacji łacińskiej, ewangelizator południowej Szkocji. Tenże hagiograf na podstawie informacji pozostawionych przez pierwszego anglosaskiego biskupa Galloway Pleckthelma przypisał Ninianowi postawienie pierwszej kamiennej budowli w Szkocji – kościoła nazywanego Candida Casa (z czasem identyfikowanego jako Galloway). Przyczynił się do rozwoju chrześcijaństwa w Szkocji. Prowadził działalność misyjną wśród Brytów z Galloway oraz wśród południowych Piktów. Według późniejszych legend miał być uczniem św. Marcina.
Jego wspomnienie w Kościele katolickim jest 16 września.